# Оренштейн, Генри
Генри Оренштейн (пол. Henryk Orenstein, англ. Henry Orenstein) (1923 — 2021) — польско-американский производитель игрушек, получил более 100 патентов, в том числе на линию игрушек «Трансформеры». Введён в Зал славы изобретателей Нью-Джерси. Также известен как профессиональный игрок в покер, записан в Зал славы покера, обладатель браслета Мировой серии покера. Приходится дядей Лили Боссе, мэру Беверли-Хиллз.

## Биография
Родился в еврейской семье, воспитывался в иудейской традиции. Во время Холокоста находился в заключении в нацистских концлагерях. Оренштейн и два его брата, Фред и Сэм, смогли пережить Холокост, но их родители были убиты нацистами в 1942, а их брат Феликс и сестра Ханка умерли в последние дни плена в разных концлагерях в конце войны. После войны эмигрировал в США на борту эсминца USS Fletcher. Прибыл в Нью-Йорк и первоначально поселился у дяди, в районе Верхний Вест-Сайд.
Первоначально работал в компании Libby's. Затем занялся разработкой дизайна и производством игрушек, основав компанию Topper Toys.
Неоднократный участник мировых серий покера, стремясь сделать транслируемые по телевидению чемпионаты более интересными для аудитории, разработал способ, с помощью которого зрители могли видеть закрытые карты игроков: он вырезал окно в столах у каждого игрока и вставил туда куски стёкол с видео-камерами снизу, чтобы зрители могли лучше оценить игру. Был создателем и исполнительным продюсером турнира Poker Superstars Invitational Tournament на FSN. Он также продюсировал популярное телешоу High Stakes Poker, которое транслировалось с 2006 по 2007 и с 2009 по 2011 годы; старые эпизоды можно увидеть на GSN.
Умер от COVID-19 14 декабря 2021 в возрасте 98 лет в больнице в Ливингстоне.

## Книги
- I Shall Live: Surviving Against All Odds 1939-1945 (1987).[7]
- Abram: The Life of an Israeli Patriot (2010). ISBN 978-0-8253-0503-0.